# Atacuri cibernetice asupra Ucrainei (2022)
La 14 ianuarie 2022 au avut loc atacuri cibernetice de amploare asupra web-site-urilor guvernamentale ucrainene, în timpul crizei în desfășurare dintre Rusia și Ucraina. Potrivit oficialilor ucraineni, aproximativ 70 de site-uri web guvernamentale, inclusiv al Ministerului Afacerilor Externe, Cabinetului de Miniștri și Consiliului de Securitate și Apărare, au fost atacate. Majoritatea web-site-urilor guvernamentale au fost restaurate la câteva ore de la atac.
Polonia a indicat Rusia ca sursă a acestui atac cibernetic. „Atacul cibernetic raportat de partea ucraineană face parte din activitățile tipice ale serviciilor speciale ale Federației Ruse”, a declarat Stanislav Zharin, un purtător de cuvânt al ministrului care coordonează activitatea serviciilor de informații poloneze.